# 水中花園

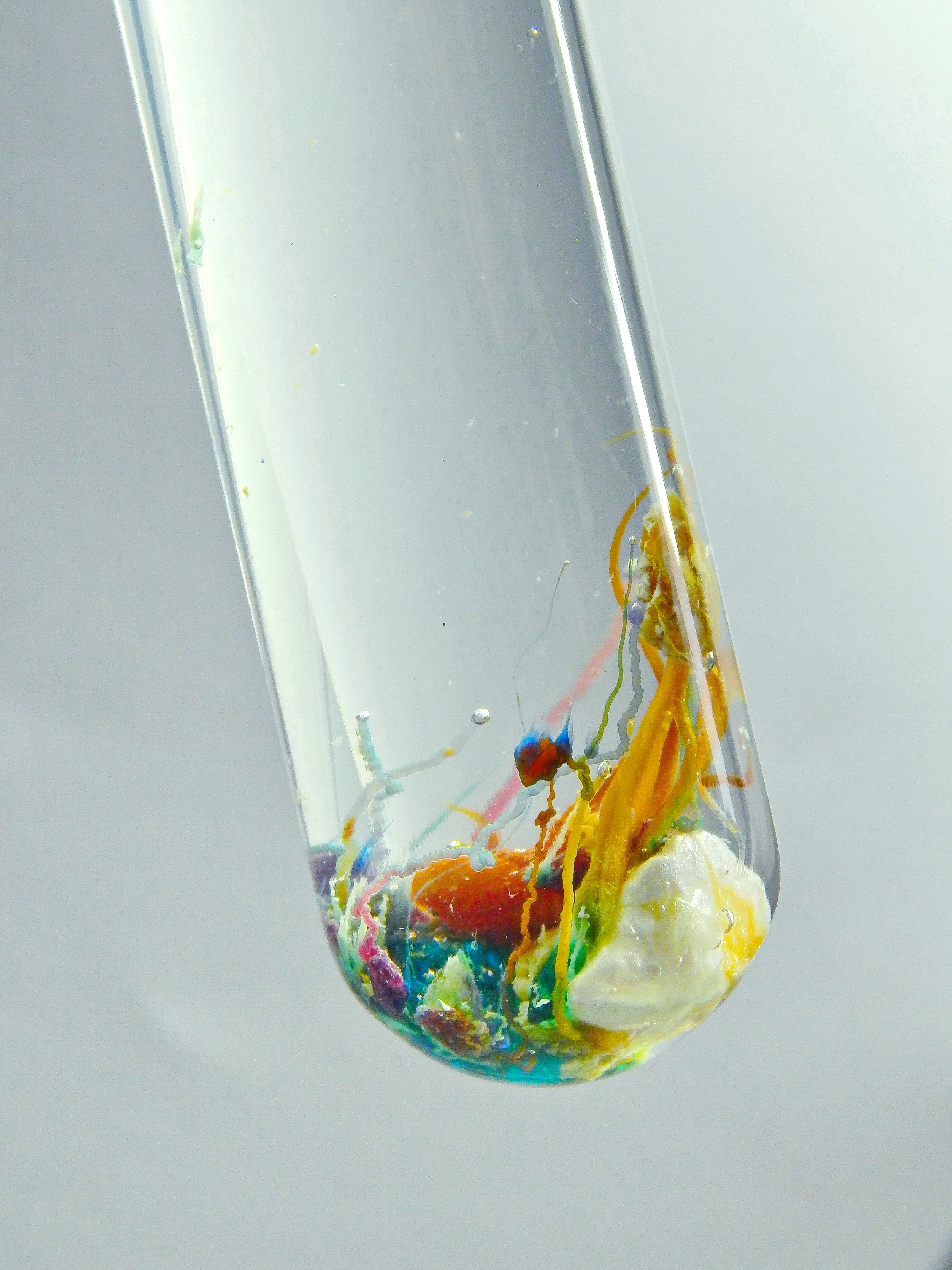
長出多種結晶的水中花園

水中花園，又稱化學花園、矽膠花園，是一個化學課堂實驗。该实验通常是将金属盐类加入硅酸钠水溶液中，最后形成的结晶具纤维结构，外观仿如植物。

## 研究历史
史上已知第一份關於水中花園的書面記錄，是由鍊金術士、化學家約翰·格勞勃在1684年撰寫的：當時，格勞勃發現硫酸亞鐵晶體長出了一棵「鐵樹」，於是撰文記錄之。其後，另一位化學家克萊尼斯·羅斯（William John Clunies Ross）也描述了用金屬鹽類長出水中花園的過程；他提出了水中花園背後的機理，但解释不了水中花园形态的多样性。後來有一些研究探討了不同金属盐类形成结晶的差異和機理。到了2000年代初，對水中花園的研究開始受到重視。

## 過程
水中花園實驗可以在燒杯或試管裡進行，效果同樣明顯；不過，採用試管可以節省試劑，更適合用作在課堂演示之用。在進行實驗時，先要制備硅酸钠水溶液（也可使用鋁酸鹽水溶液），再把金属盐类加到溶液裡，便可以形成外觀像植物的纖維結構結晶。不同金屬盐类可以長出顏色各異的結晶，例如：
| 結晶顏色 | 盐类舉例                                                                           |
| -------- | ---------------------------------------------------------------------------------- |
| 白色     | 硫酸鎂、氯化鈣（偏向透明）、氯化錳（淡粉紅色轉變為象牙白色，再轉變為褐色）、硝酸鋁 |
| 藍色     | 氯化鈷（逐漸轉變為藍色）、硫酸銅                                                   |
| 紫色     | 硫酸錳                                                                             |
| 黃色     | 硫酸鐵                                                                             |
| 綠色     | 硫酸鎳、硫酸亞鐵                                                                   |

## 基本原理
在水中花園實驗中，鹽類的金屬離子與矽酸鈉發生化學反應，生成矽酸鹽膠體，而不同顏色的金屬離子會形成顏色各異的膠體。膠體和矽酸鈉水溶液之間形成了半透膜，溶液裡的水便因滲透壓而滲入膜內，最終令半透膜漲破；半透膜破裂後，裡面的鹽類又與矽酸鈉接觸，再次發生生成膠體的反應。這個過程反複進行後，這些不同顏色的膠體長成芽狀或樹枝狀，就像一個花園的植物。

## 用途

### 化學教育

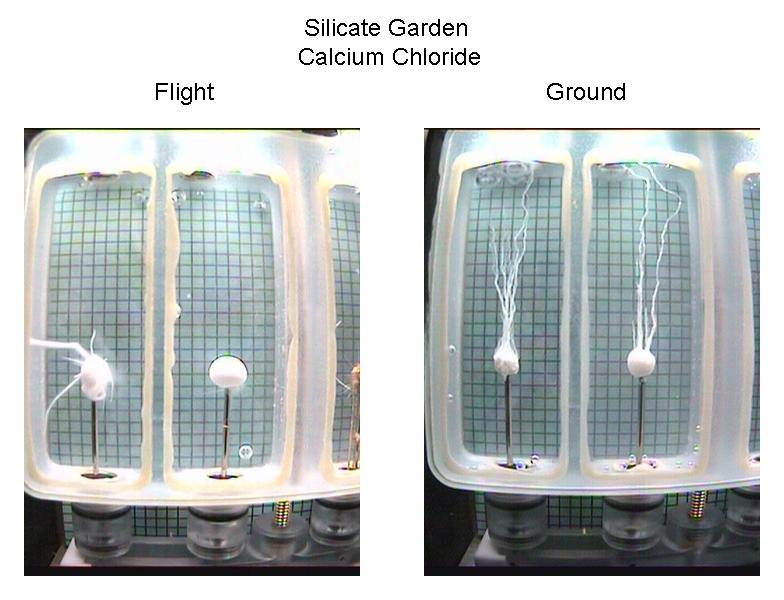
美國太空總署在國際太空站設置水中花園，作教育和科研之用

化學教育是水中花園實驗的重要用途。這個實驗一直用作提升公眾對化學的興趣。大部分供青少年學生使用的教育玩具化学实验箱都會提供進行水中花園實驗所需的化學品，通常會把實驗命名為「結晶奇觀」。水中花園實驗也可以用於小學的科學課堂上。
2006年，美國太空總署推行了一系列以教育為主要目標、同時具有科研價值的太空實驗，其中包括水中花園實驗。他們先在處於運行軌道的人造衛星種植四個分別採用氯化鈣、氯化錳、氯化鈷、硫酸鎳的水中花園，再帶到國際太空站，把晶體的生長情況近乎實時地轉播給學生觀察；學生先前已在課堂上進行實驗，可把兩者的結果作分析和對比。

### 教育以外的研究用途
在19世紀末，水中花園被誤認為與生命起源有關，因而受到研究。到了2013年前後，一些科學家認為地球上的生命源自海底熱泉，而海底熱泉的機理與水中花園具有相似性，這令水中花園實驗再次被用作研究生命起源。

### 多種晶體

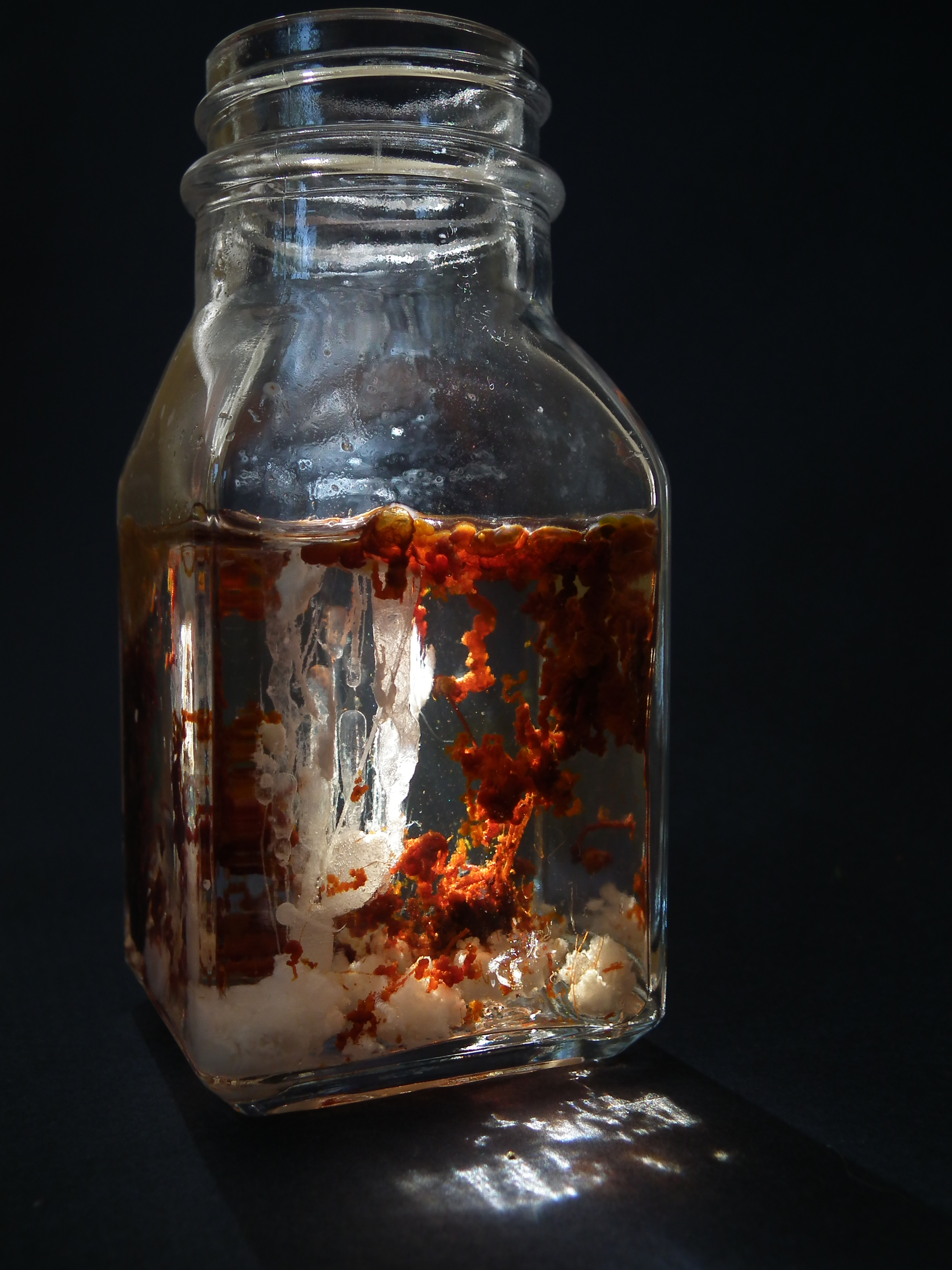
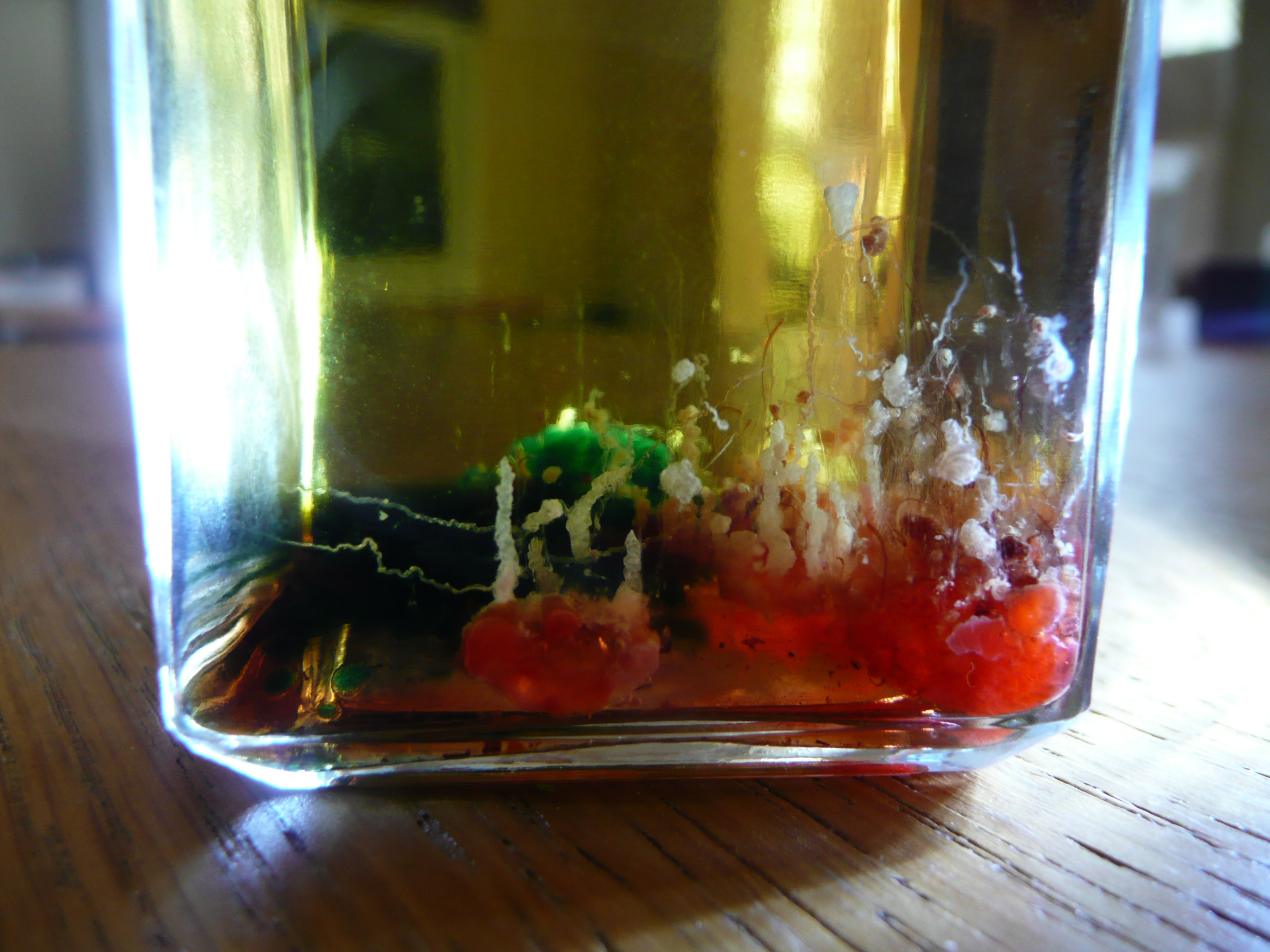
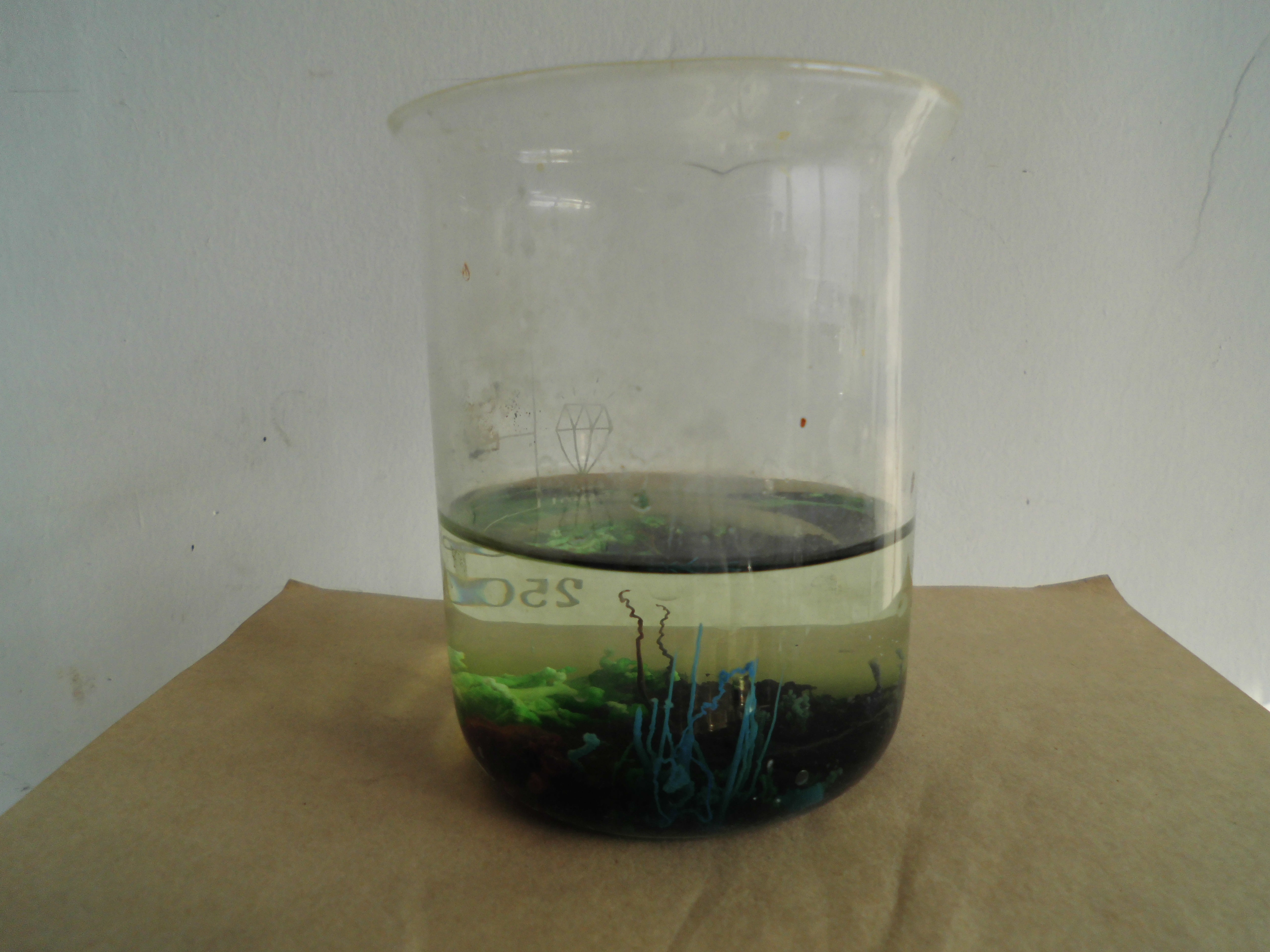
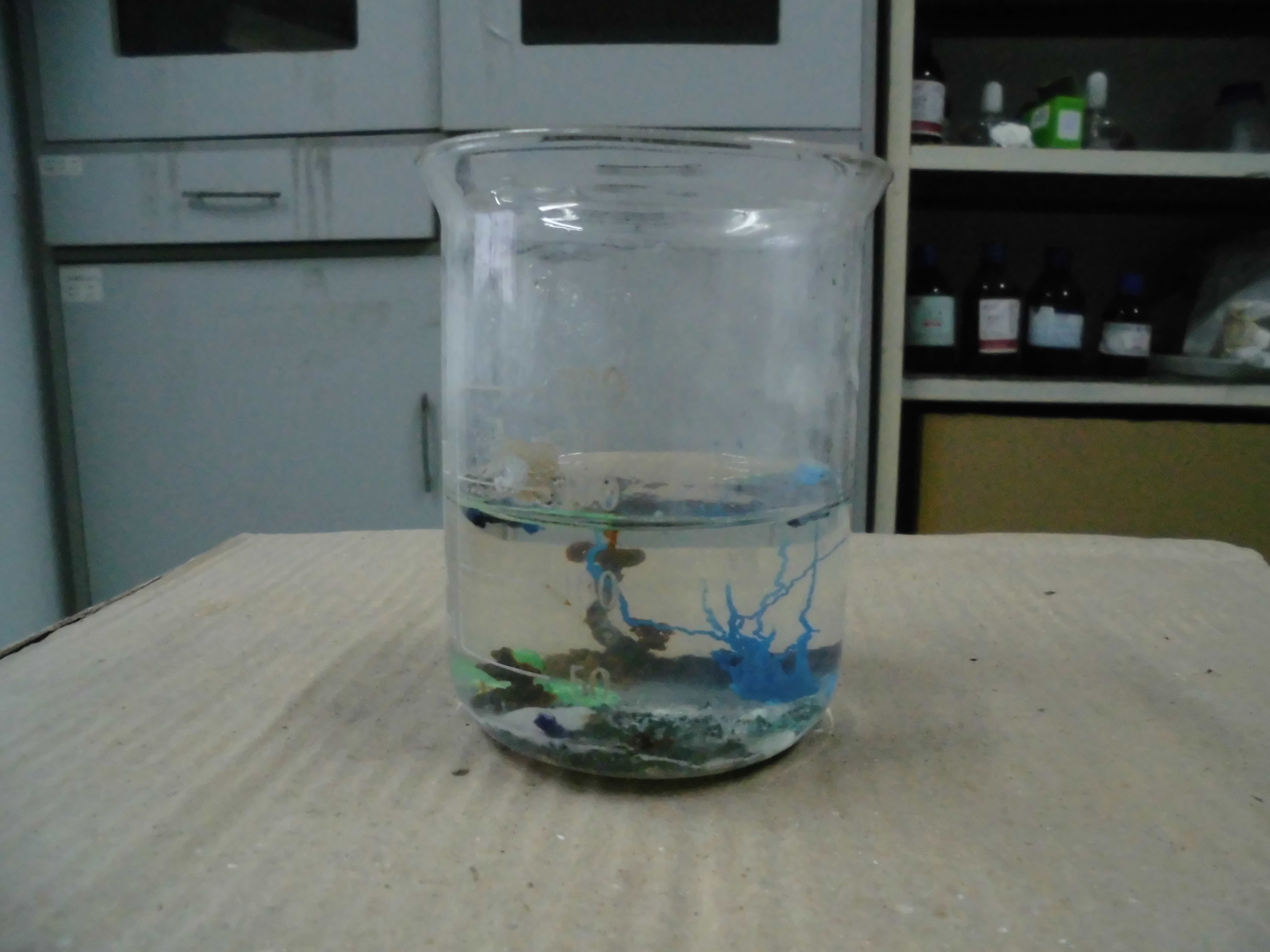
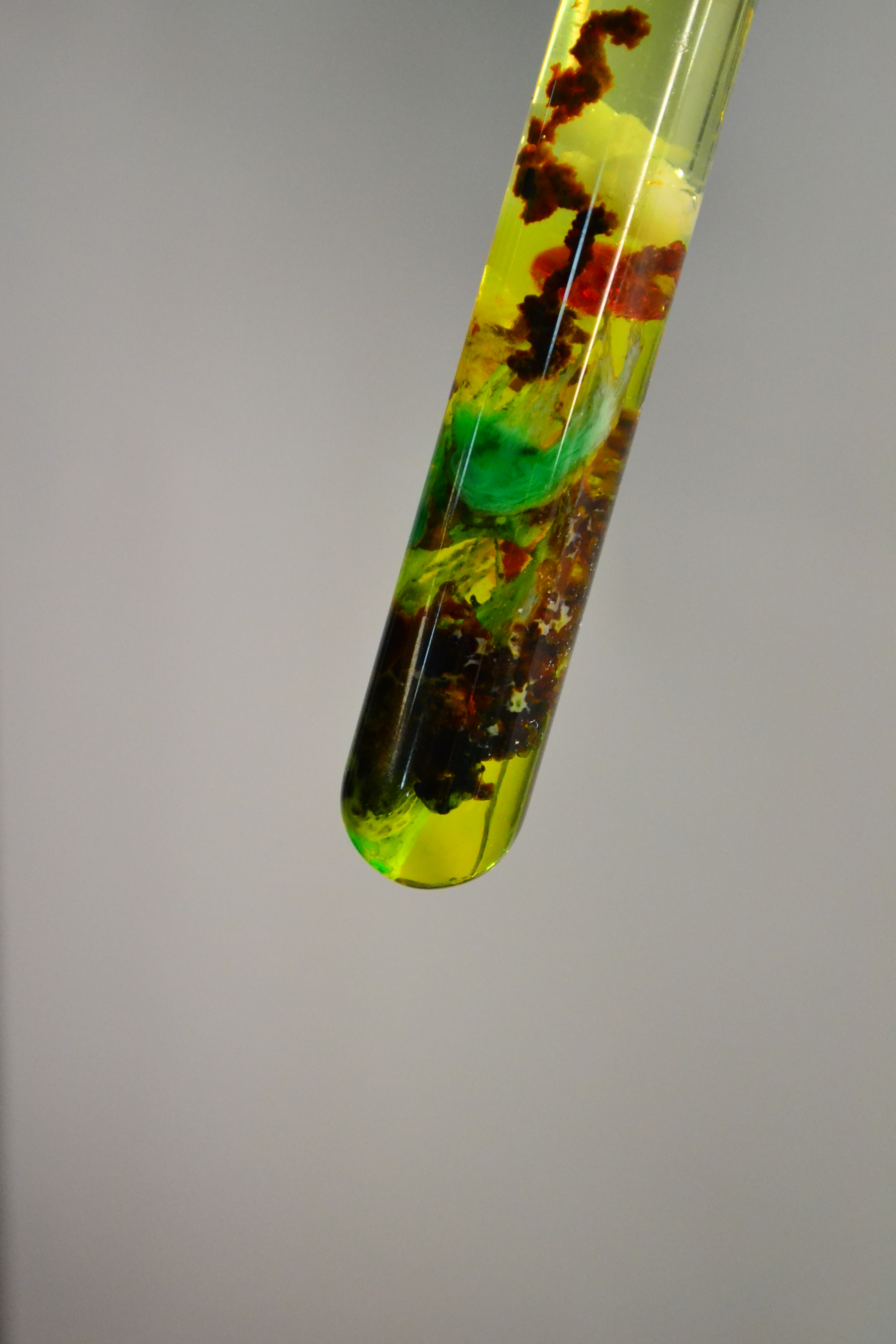
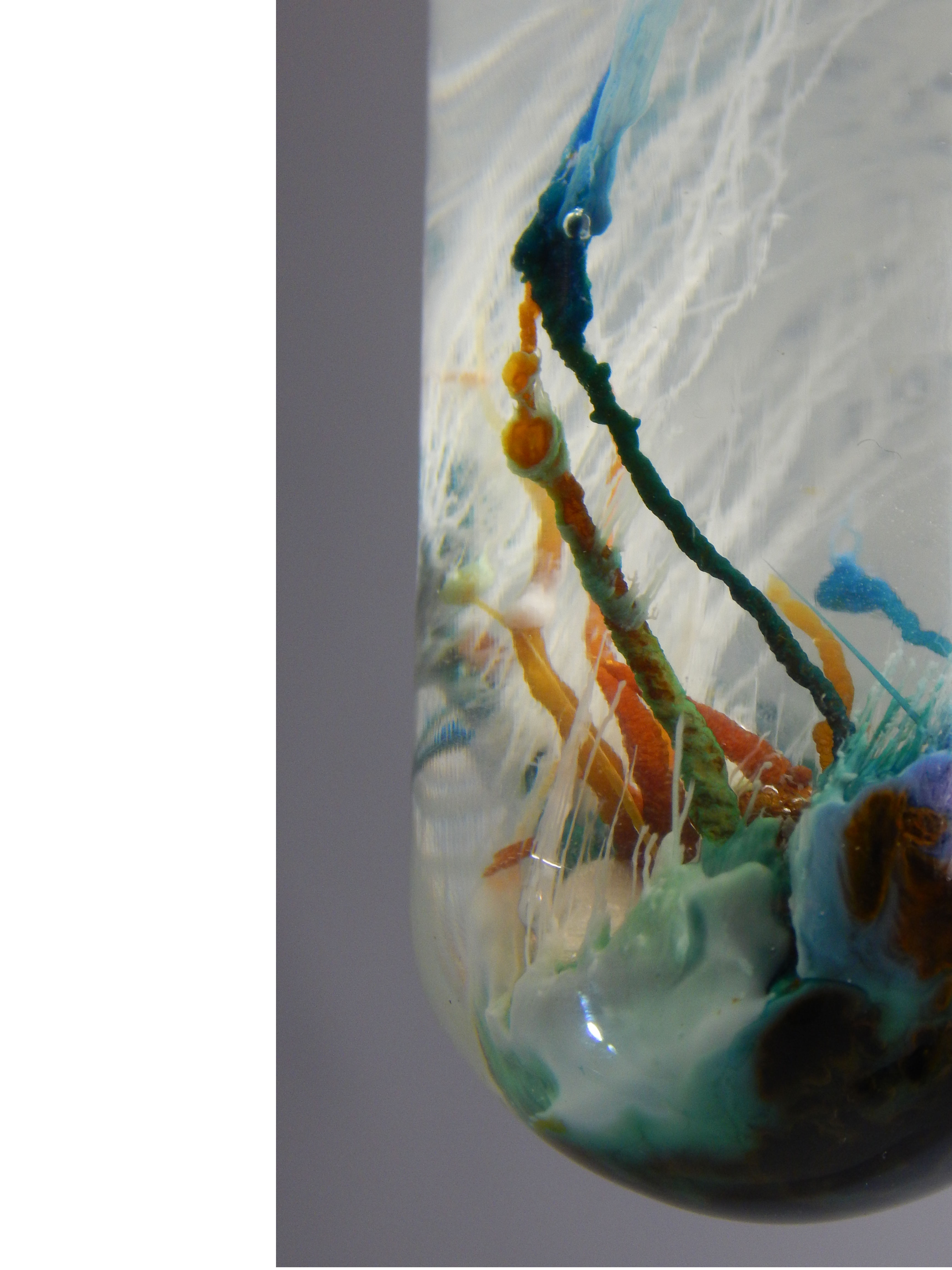
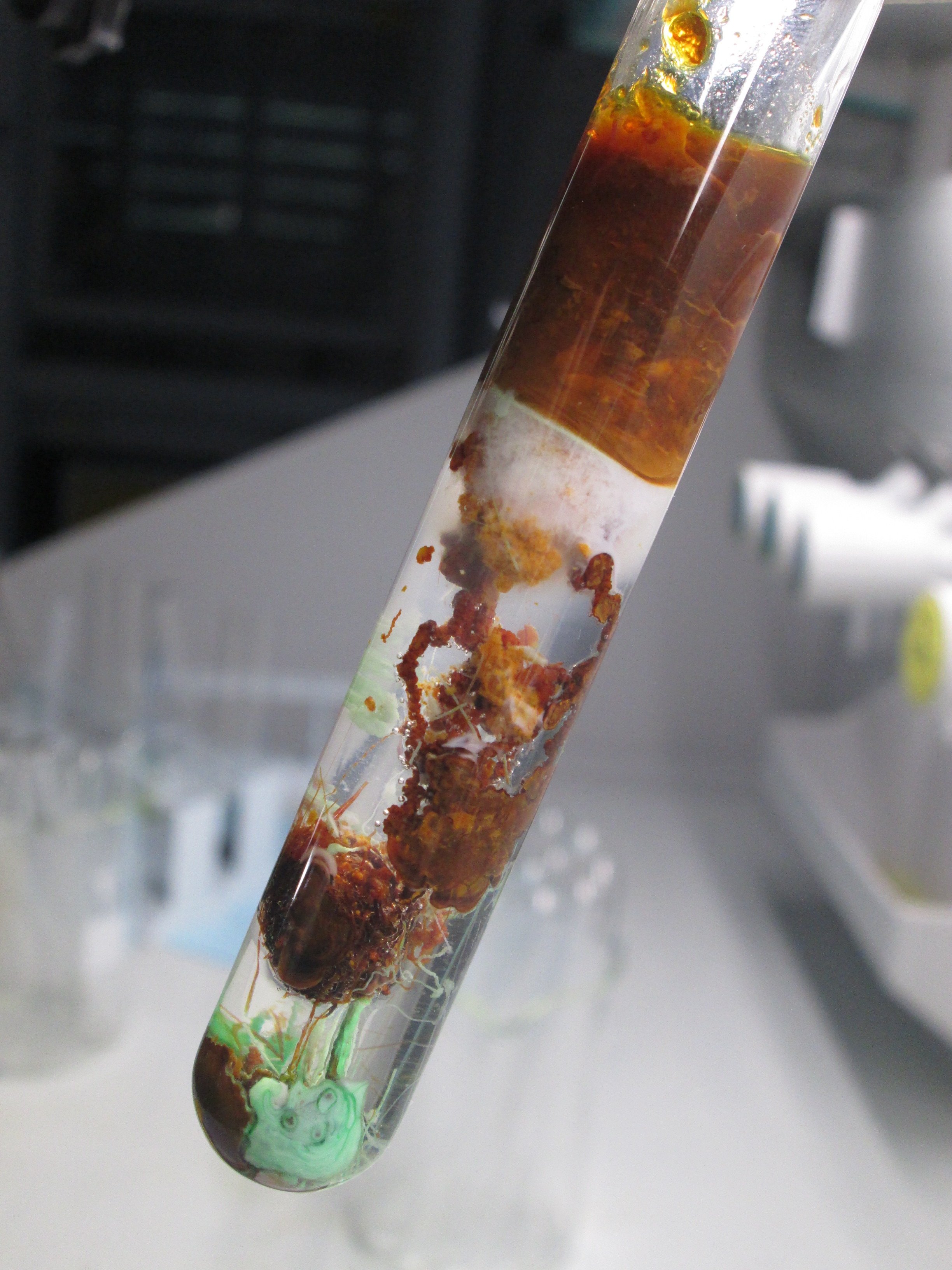
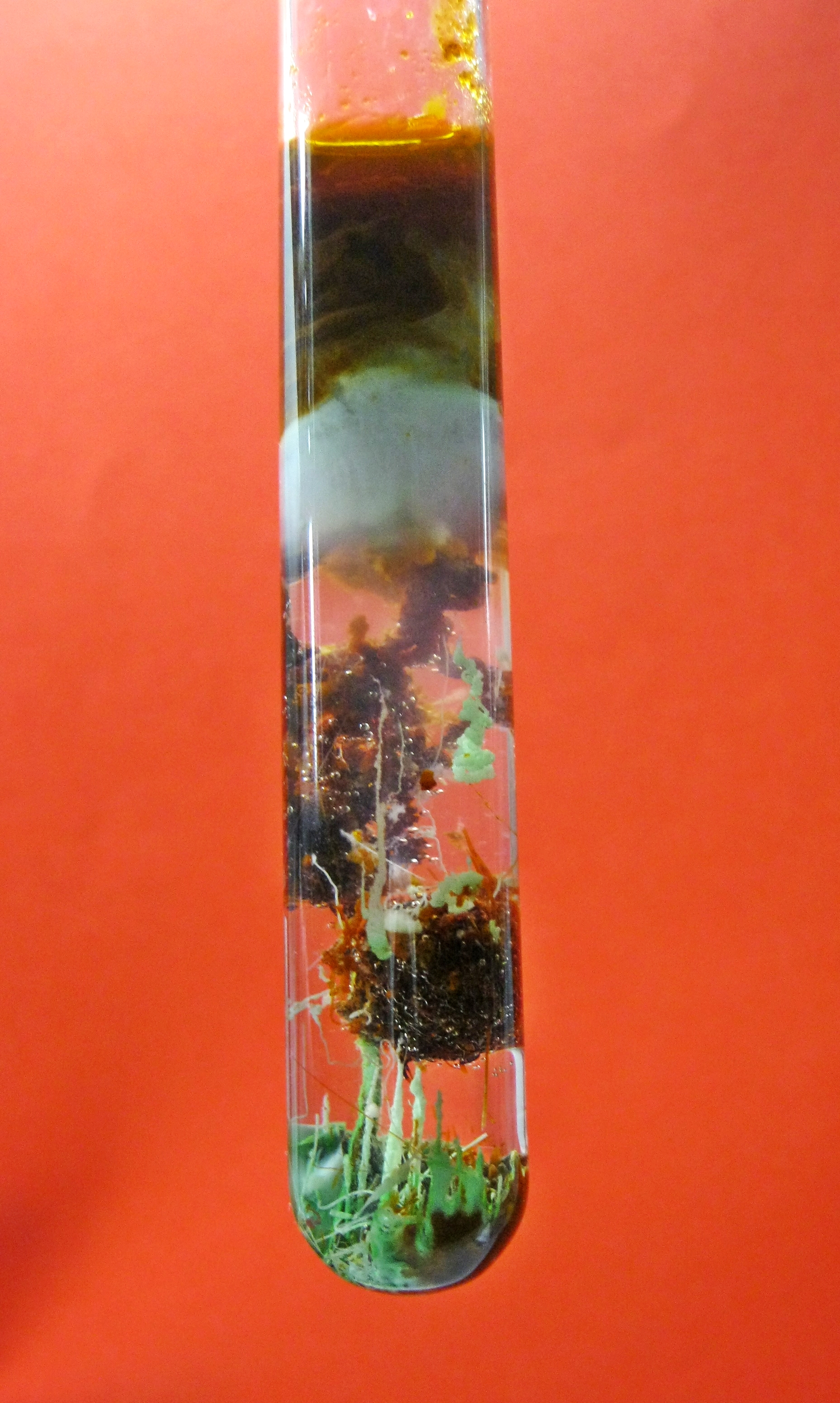

### 一種顏色的晶體

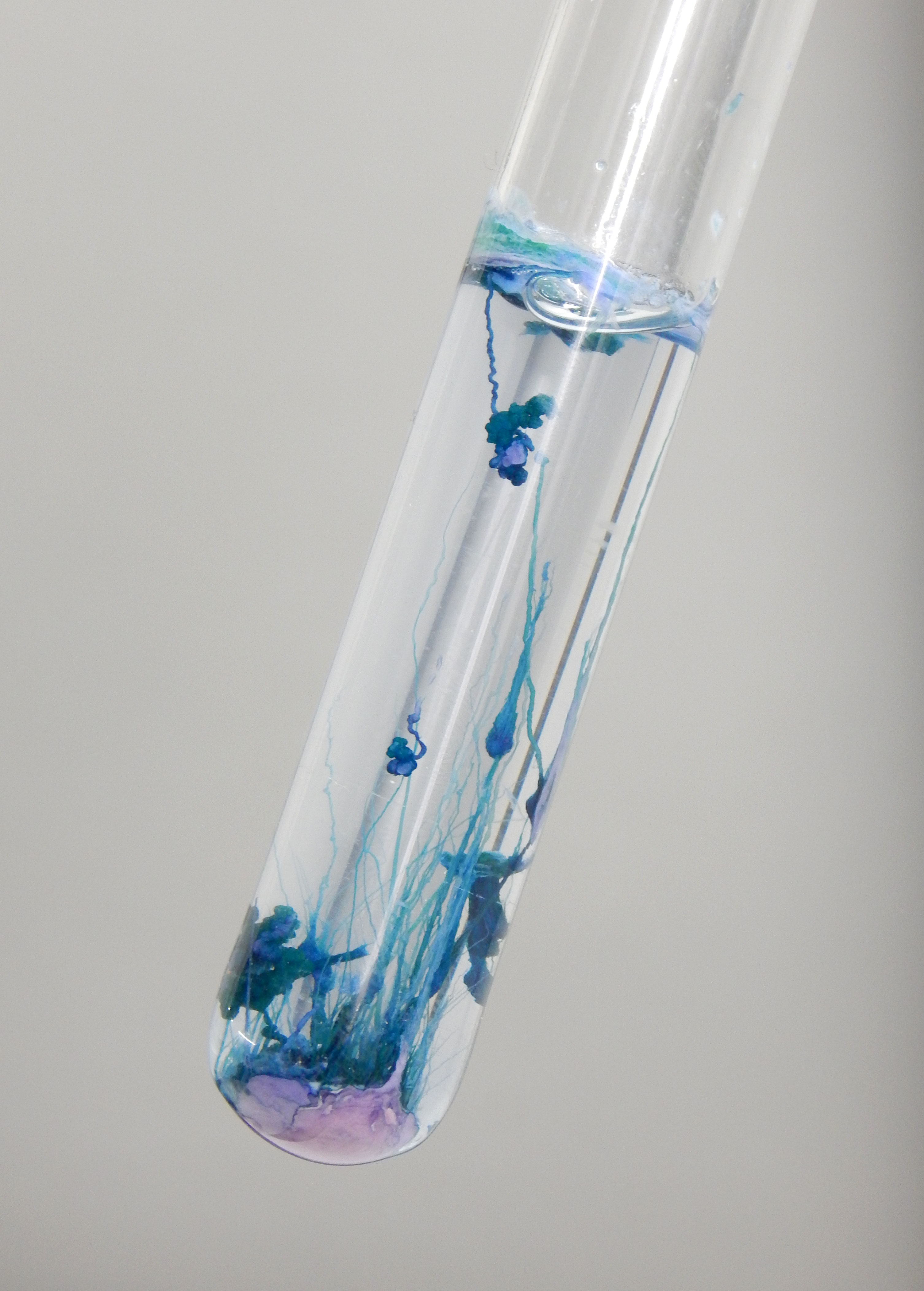
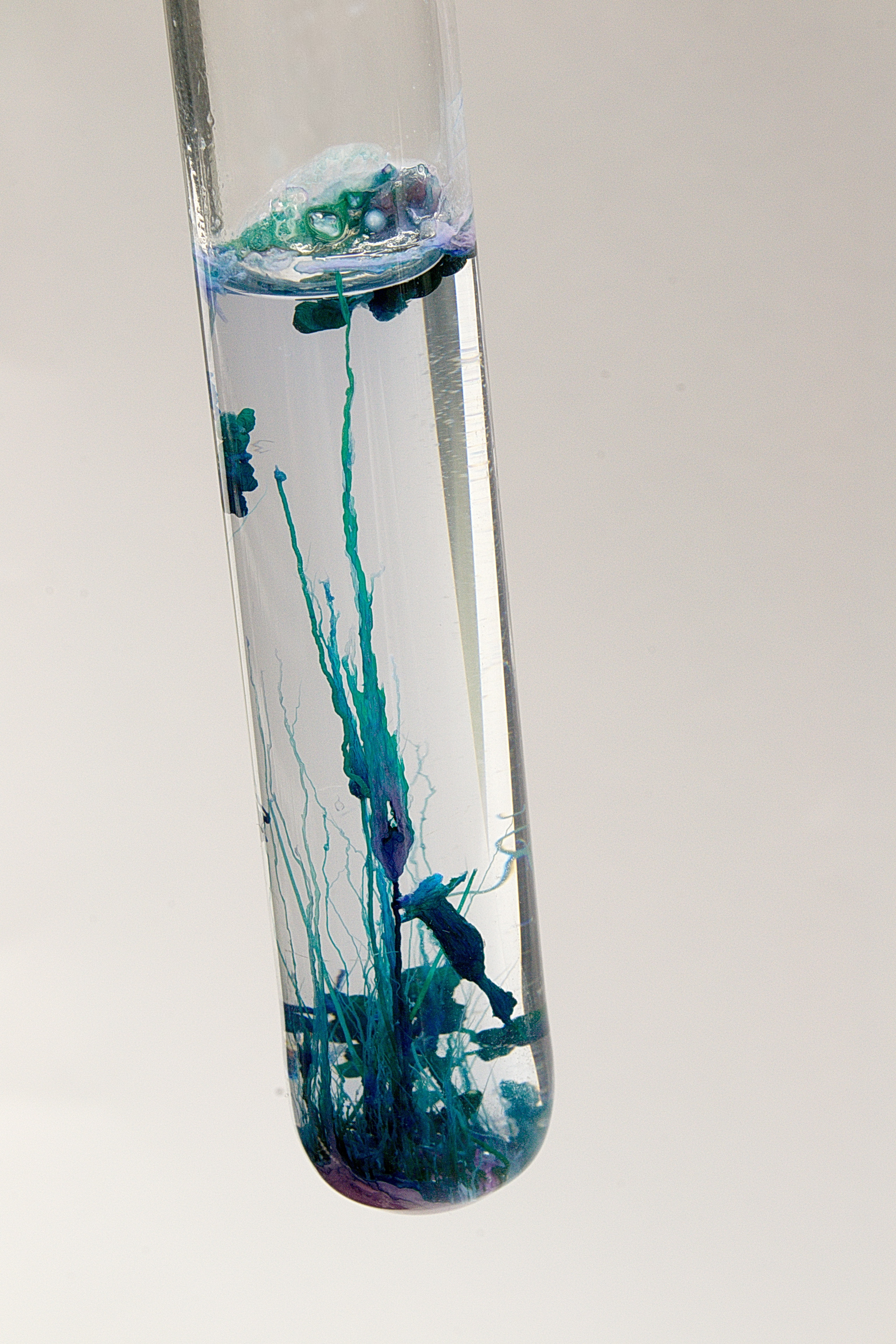
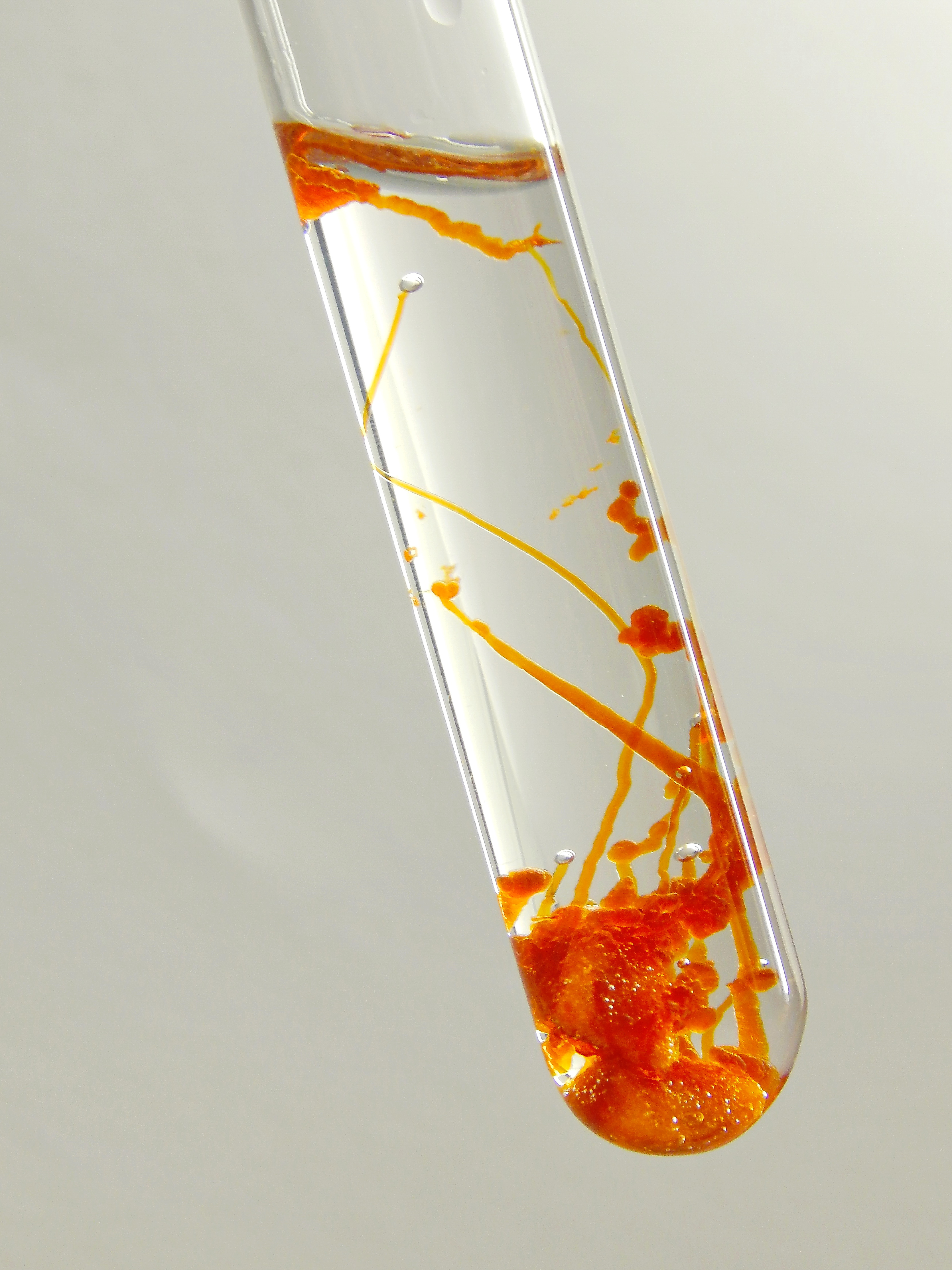
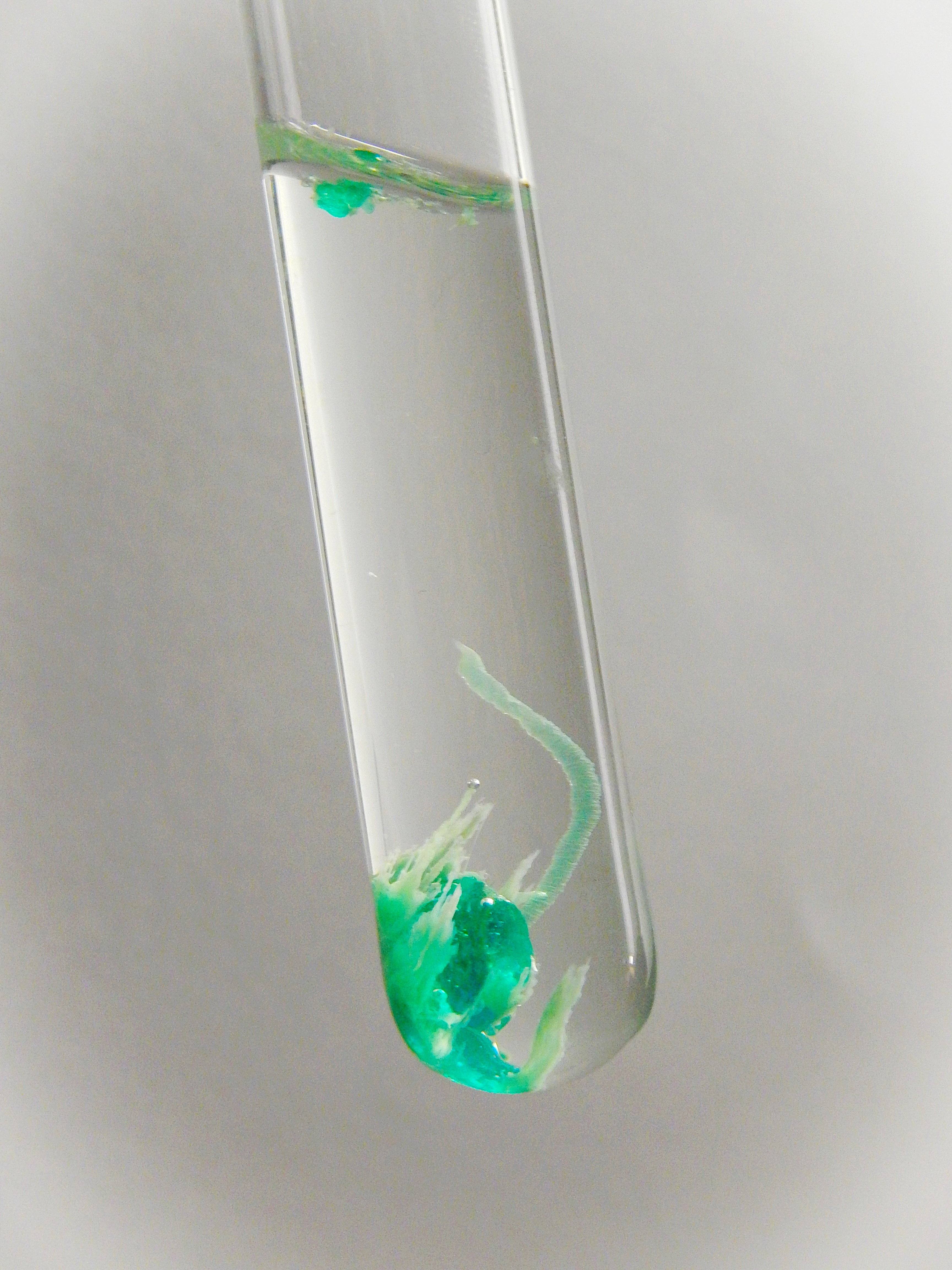